# Frank Marshall Davis
Frank Marshall Davis (Arkansas City, 31 dicembre 1905 – Honolulu, 26 luglio 1987) è stato un giornalista, poeta e attivista statunitense.
Fu attivista nel movimento sindacale. Nel 1950 fu investigato dalla House Un-American Activities Committee (HUAC) per alcuni commenti scritti nel giornale Honolulu Record, per dei presunti collegamenti con il Partito Comunista degli Stati Uniti d'America.

## Biografia

### Primi anni
I genitori di Davis divorziarono quando aveva un anno. Nel 1911, quando aveva cinque anni, un gruppo di ragazzi bianchi di terza elementare, che avevano sentito parlare del linciaggio dei neri, tentarono di linciarlo e quasi lo uccisero.
All'età di diciassette anni frequentò la Friends University (1923) e in seguito il Kansas State Agricultural College (adesso Kansas State University) (1924-27, 1929) senza diplomarsi. Quando Davis entrò alla Kansas State, c'erano altri 25 studenti afroamericani iscritti a quella università. Studiò giornalismo industriale. Iniziò a scrivere poesie come compito scolastico e fu incoraggiato a continuare da un insegnante di letteratura inglese.

### Anni '20
Nel 1927 Davis si trasferì a Chicago, dove lavorò per il Chicago Evening Bulletin, il Chicago Whip e il Gary American, tutti giornali afroamericani. Scrisse anche articoli come freelance e racconti brevi per riviste afroamericane. Sempre in questo periodo Davis si appassionò ulteriormente alla scrittura della poesia, e scrisse il suo primo poema lungo, intitolato Chicago's Congo, Sonata for an Orchestra.

### Anni '30
Nel 1931 si trasferì ad Atlanta per diventare editore di un giornale semi-settimanale. Davis trasformò l'Atlanta World in un quotidiano in due anni di lavoro come caporedattore del giornale dal 1931. Sotto la guida di Davis l'Atlanta Daily World diventò il quotidiano nero più diffuso della nazione.
Nelle pagine del giornale, Davis curò una rubrica che includeva appelli per la giustizia razziale in politica ed economia, così come giustizia legale. Guidò l'attivismo nero, in particolar modo per compensare i problemi sociali non rimediati della vasta società bianca. Comunicò alla parte della comunità nera che stava accettando l'era della depressione, rimedi ideati dal comunismo.
Continuò a scrivere e pubblicare poesie, che attirarono l'attenzione di Frances Norton Manning, il quale presentò Davis a Norman Forge. La Black Cat Press di Forge pubblico nel 1935 il primo libro di Davis: Black Man's Verse.
Nel 1935, Davis si trasferì nuovamente a Chicago per prendere la posizione di caporedattore del Associated Negro Press, un'agenzia di stampa per giornali della comunità afroamericana che nacque nel 1919. Infine Davis venne nominato redattore esecutivo dell'ANP e mantenne quel ruolo fino al 1947.
Durante la Depressione, Davis partecipò al progetto "Federal Works Progress Administration Writers". Nel 1937 ricevette un finanziamento dalla Rosenwald fund.
Nel periodo di Chicago, inoltre, Davis aprì un club di fotografia, lavorò per molti partiti politici e partecipò alla League of American Writers. con l'incoraggiamento di autori come Richard Wright e Margaret Walker, Davis pubblicò nel 1948 la sua più ambiziosa collezione di poesie, intitolata 47th Street: Poems, che racconta della variegata vita del South side di Chicago.

### Anni '40
Davis usò il suo giornale come piattaforma per chiedere l'integrazione nel mondo sportivo, e cominciò lui stesso a impegnarsi con le comunità che organizzavano l'impegno sociale, fondando un giornale sindacalista, The star, verso la fine della Seconda guerra mondiale. Nel 1945 insegnò in uno dei primi corsi statunitensi di storia del jazz, alla Abraham Lincoln School di Chicago.
Nel 1948, Davis e la sua seconda moglie, che sposò nel 1948, si trasferì ad Honolulu nelle Hawaii, su suggerimento del suo amico Paul Robeson. Là aprì una piccola attività da grossista di carta, la "Oahu Papers", che venne misteriosamente distrutta nel 1951 da un incendio. Nel 1959 aprì un'attività simile, la "Paradise Paper Company".
Scrisse anche un articolo settimanale, intitolato “Frank-ly Speaking”, per la Honolulu Record, un giornale sindacalista pubblicato dalla International Longshore and Warehouse Union (ILWU), diretto da Harry Bridges. Il giornale fu fondato nel 1948 da Koji Ariyoshi. Come redattore, Arioyshi, biasimò le condizioni di lavoro della classe operaia, sostenne il rovesciamento della monarchia hawaiiana e evidenziò altre disuguaglianze sociali nell'isola. Nel 1958 Arioyshi fu forzato a chiudere la testata per mancanza di fondi.
I primi articoli di Davis evitarono la questione sindacale, ma perseguirono lo scopo di discutere di problematiche culturali e politiche, specialmente del razzismo. Inoltre incluse nei suoi articoli una storia del blues e del jazz.